# Уряд Багамських Островів
Уряд Багамських Островів — вищий орган виконавчої влади Багамських Островів.

## Голова уряду
- Прем'єр-міністр — Перрі Гладстон Крісті (англ. Perry Gladstone Christie).
- Перший віцепрем'єр-міністр — Філіп Дейвіс (англ. Philip Davis).

## Кабінет міністрів
Склад чинного уряду подано станом на 23 вересня 2013 року.
| Логотип | Міністерство                                                                       | Міністр                                           | Фото | Час на посаді | Час на посаді | Партія | Партія | Вебсайт |
| ------- | ---------------------------------------------------------------------------------- | ------------------------------------------------- | ---- | ------------- | ------------- | ------ | ------ | ------- |
|         | Міністерство у справах острова Великий Багам                                       | Майкл Дарвілл (Michael Darville)                  |      |               |               |        |        |         |
|         | Міністерство екології та житлово-комунального господарства                         | Кендред Дорсетт (Kendred Dorsett)                 |      |               |               |        |        |         |
|         | Міністерство закордонних справ та імміграції                                       | Фредерік Мітчелл (Frederick Mitchell)             |      |               |               |        |        |         |
|         | Міністерство молоді, спорту і культури                                             | Деніел Джонсон (Daniel Johnson)                   |      |               |               |        |        |         |
|         | Міністерство національної безпеки                                                  | Бернард Ноттедж (Bernard Nottage)                 |      |               |               |        |        |         |
|         | Міністерство освіти, науки і технології                                            | Джером Фітцджеральд (Jerome Fitzgerald)           |      |               |               |        |        |         |
|         | Міністерство охорони здоров'я                                                      | Перрі Гомез (Perry Gomez)                         |      |               |               |        |        |         |
|         | Міністерство праці та міського розвитку                                            | Філіп Дейвіс (Philip Davis)                       |      |               |               |        |        |         |
|         | Міністерство праці та національного страхування                                    | Шейн Гібсон (Shane Gibson)                        |      |               |               |        |        |         |
|         | Міністерство соціальних служб                                                      | Мелані Гріффін (Melanie Griffin)                  |      |               |               |        |        |         |
|         | Міністерство сільського господарства, морських ресурсів і місцевого самоврядування | Альфред Грей (Alfred Gray)                        |      |               |               |        |        |         |
|         | Міністерство транспорту і авіації                                                  | Гленіс Ханна Мартін (Glenys Hanna Martin)         |      |               |               |        |        |         |
|         | Міністерство туризму                                                               | Обадіа Вілчкомбе (Obediah Wilchcombe)             |      |               |               |        |        |         |
|         | Міністерство фінансових служб                                                      | Раян Піндер (Ryan Pinder)                         |      |               |               |        |        |         |
|         | Міністерство фінансів                                                              | Перрі Гледстоун Крісті (Perry Gladstone Christie) |      |               |               |        |        |         |
|         | Міністерство юстиції                                                               | Еллісон Мейнард Гібсон (Allyson Maynard Gibson)   |      |               |               |        |        |         |